# Floyd Henry Allport
Floyd Henry Allport (22 de agosto de 1890, Milwaukee, Wisconsin—15 de outubro de 1978, Los Altos, Califórnia) foi um professor universitário e psicólogo estadunidense. Era irmão de Gordon Willard Allport.

## Vida acadêmica
Lecionou na Maxwell School of Citizenship and Public Affairs da Universidade de Syracuse em Syracuse, de 1924 à 1956, e foi professor visitante na Universidade da Califórnia, em Berkeley. É considerado fundador da psicologia social como disciplina científica.

## Obras principais
- Social Psychology. ISBN 0-384-00890-9
- Institutional Behavior: Essays toward a Re-interpreting of Contemporary Social Organization. ISBN 0-8371-2145-0
- Theories of Perception and the Concept of Structure: A Review and Critical Analysis with an Introduction to a Dynamic. ISBN 0-7581-0489-8